# Ivana Raca
Ivana Raca (serb. Ивана Раца; ur. 10 września 1999 w Larnace) – serbsko-cypryjska koszykarka, występująca na pozycji silnej skrzydłowej, reprezentantka Serbii, od 2024 zawodniczka Olympiakosu Pireus.
Pochodzi z koszykarskiej rodziny. Jej ojciec Dragan był zawodowym koszykarzem przez 20 lat, obecnie jest trenerem, w 2004 został uznany najlepszym trenerem w Europie. Jej matka Branka grała profesjonalnie w Serbii. Jej siostra Tijana gra w koszykówkę na amerykańskiej uczelni – Uniwersytecie Wyoming.

## Osiągnięcia
Stan na 25 marca 2025, na podstawie, o ile nie zaznaczono inaczej.

### NCAA
- Uczestniczka rozgrywek turnieju NCAA (2021)
- Zaliczona do:
  - I składu:
    - ACC (2021)
    - turnieju ACC (2020)

  - II składu ACC (2020)
- Liderka konferencji ACC w liczbie oddanych rzutów z gry (477 – 2020)

### Drużynowe
- Mistrzyni:
  - Euroligi (2023)
  - Turcji (2023)
- Uczestniczka rozgrywek:
  - Euroligi (2021–2024)
  - Eurocup (2022–2024)

### Indywidualne
(* – nagrody przyznane przez portal eurobasket.com)
- Debiutantka roku ligi greckiej (2016)*[3]
- Zaliczona do II składu ligi włoskiej (2024)*[4]

### Reprezentacja
Seniorska
- Uczestniczka:
  - igrzysk olimpijskich (2024 – 6. miejsce)
  - mistrzostw:
    - świata (2022 – 6. miejsce)
    - Europy (2023 – 5. miejsce)

  - kwalifikacji do:
    - igrzysk olimpijskich (2024 – 1. miejsce)
    - mistrzostw świata (2022)
    - Eurobasketu (2021, 2023)

Młodzieżowe
- Wicemistrzyni Europy:
  - U–20 (2018)
  - U–18 (2017)
- Uczestniczka mistrzostw Europy U–16 dywizji C (2012)